# Tora Bora

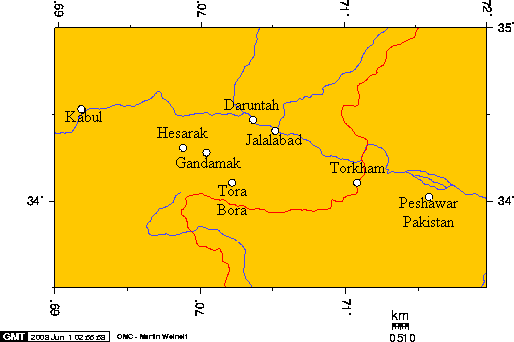
Ubicación de Tora Bora en relación con Yalalabad y otras ciudades de las provincias de Nangarjar, Kabul y Peshawar.

Tora Bora (en pastún: توره بوړه‎, "Cueva Negra") es un complejo de cuevas que forma parte de la cordillera de Safēd Kōh (Montañas Blancas), en el este de Afganistán. Está situado en el distrito de Pachir Aw Agam, en la provincia de Nangarjar, a unos 50 kilómetros al oeste del paso Khyber y a 10 kilómetros al norte de la frontera con la provincia de Jaiber Pastunjuá, en Pakistán. 
Tora Bora y la cordillera circundante de Safēd Kōh tenían cavernas naturales formadas por arroyos que penetraban en la piedra caliza, que más tarde se ampliaron hasta convertirse en un complejo financiado por la CIA y construido para los muyahidines afganos. Tora Bora era conocido por ser un bastión de los muyahidines afganos, utilizado por las fuerzas militares contra la Unión Soviética durante la década de 1980.

## Geología
La geología de Tora Bora es predominantemente gneis y esquisto metamórficos.

## Historia

### Base militar
En octubre-noviembre de 1980, durante la operación "Shkval", este complejo fue tomado por la unidad de fuerzas especiales "Kaskad" del KGB de la URSS, junto con la 66ª brigada de fusiles motorizados del 40.º Ejército de las tropas soviéticas en Afganistán. Como escribió el coronel Valentin Gerasimenko sobre el primer asalto: "Por aquel entonces, Tora Bora era todavía una base de los Dushman poco conocida, pero ya cubierta por un velo de misterio. Sólo más tarde superaría al valle de Panshir en gloria y fama, en número de asaltos y destrucción".
18-19 de junio de 1981 - en la provincia de Nangarjar, 85 km al sur de Yalalabad, en la zona de la frontera afgano-paquistaní, unidades de la 66ª brigada de fusiles motorizados soviética y parte de la 11ª división de infantería afgana de Jalalabad toman la zona fortificada de los muyahidines de Tora Bora.
22-29 de julio de 1983 - operación en Tora Bora de la 66ª brigada de fusiles motorizados.
La base de Tora Bora se desarrolló como un complejo financiado por la CIA y construido para los muyahidines tras la invasión soviética de Afganistán en 1979, y ha sido descrita por los medios de comunicación occidentales como una "fortaleza en cuevas inexpugnable" que albergaba a 2.000 hombres y que contaba con un hospital, una central hidroeléctrica, oficinas, un hotel, almacenes de armas y municiones, carreteras lo suficientemente grandes como para entrar con un tanque, y sofisticados sistemas de túneles y ventilación.

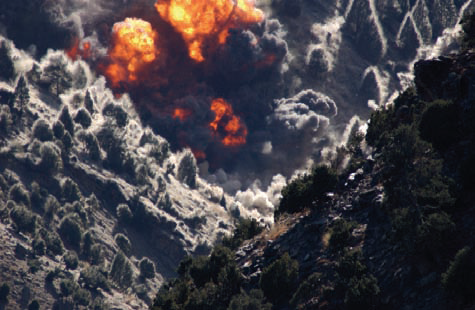
Ataque aéreo estadounidense durante la batalla de Tora Bora

Durante la invasión estadounidense de Afganistán, el complejo de cuevas era uno de los bastiones de los talibanes y Al-Qaeda, según el Secretario de Defensa de Estados Unidos, Donald Rumsfeld. Fue el lugar de la batalla de Tora Bora, en diciembre de 2001, y presunto escondite del líder de Al Qaeda, Osama bin Laden, que protagonizó su huida a Pakistán en enero de 2002. El 6 de enero de 2006, bin Laden y su familia se trasladaron a un nuevo complejo en el pueblo de Chak Shah Muhammad, un suburbio acomodado de Bilal Town, cerca de Abbottabad. Se informó de que, en 2007, los servicios de inteligencia estadounidenses sospechaban que Bin Laden planeaba reunirse con altos mandos de Al Qaeda y los talibanes en Tora Bora antes de lanzar un posible ataque contra Europa o Estados Unidos.
Tanto la prensa británica como la estadounidense publicaron planos detallados de la base. Cuando se le mostró un plano durante una entrevista con la NBC, Rumsfeld dijo: "Esto es un asunto serio; no hay uno de esos, hay muchos".

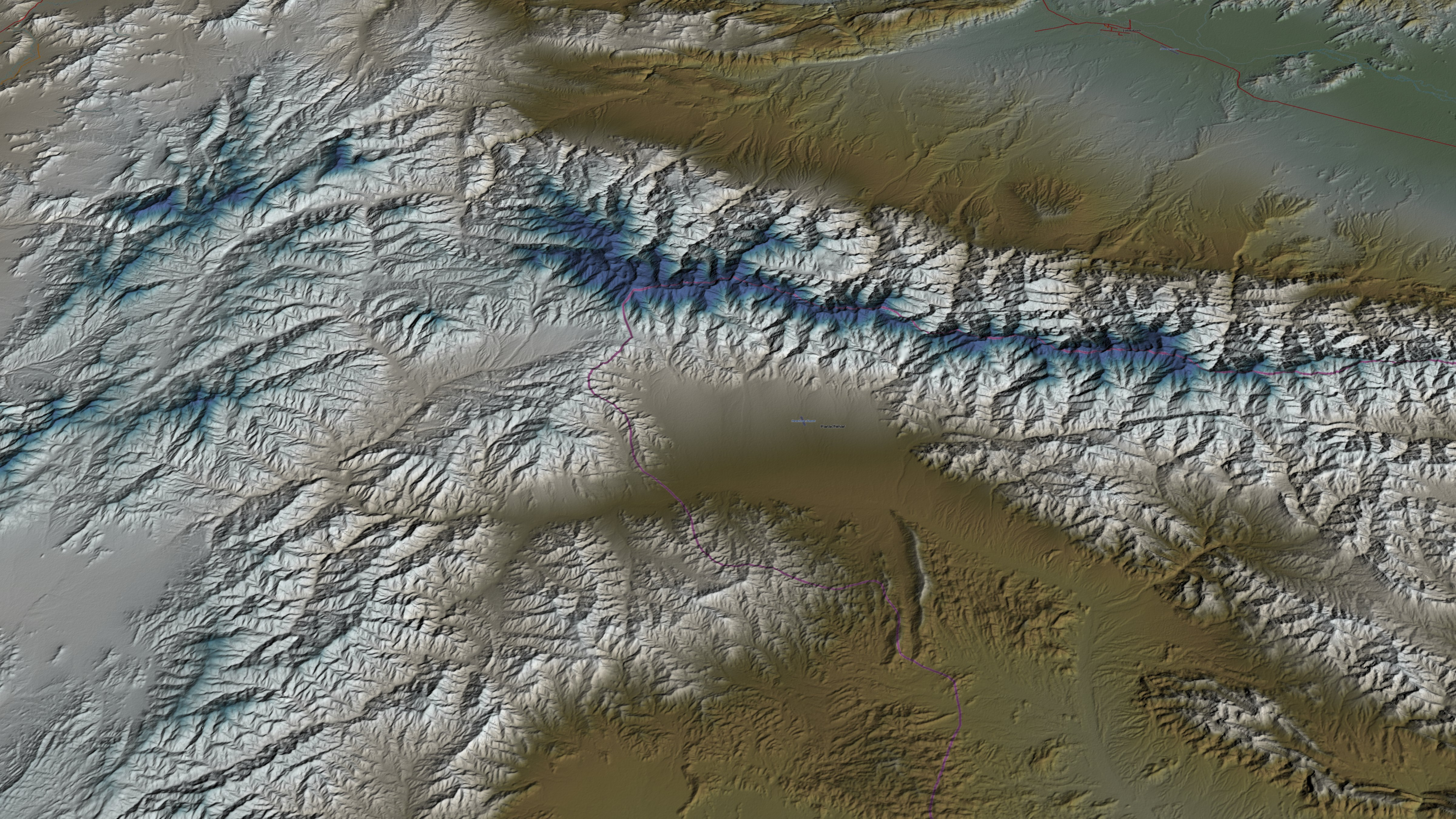
Vista aérea, imagen 3D generada por ordenador. Tora Bora está en el cuadrante superior derecho-OBL utilizó el campo de tiro de Tora Bora para escapar a Pakistán en 2001.

Se planeó una elaborada operación militar que incluía el despliegue del equipo de las Fuerzas de Operaciones Especiales de la CIA y Estados Unidos con marcadores láser para guiar los ataques aéreos intensivos ininterrumpidos durante 72 horas. Cuando Tora Bora fue finalmente capturada por las tropas estadounidenses y afganas, no se encontró rastro alguno de la supuesta "fortaleza" a pesar de las minuciosas búsquedas realizadas en las zonas circundantes. Tora Bora resultó ser un sistema de pequeñas cuevas naturales que albergaban, como mucho, a 200 combatientes. Aunque se encontraron depósitos de armas y municiones, no había rastros de las avanzadas instalaciones que se afirmaba que existían.

En una entrevista realizada en 2002 por el programa Frontline de la cadena PBS, un sargento del Destacamento Operativo Alfa (ODA) 572 de las Fuerzas Especiales estadounidenses describió las cuevas:
De nuevo, con las cuevas, no eran estos laberintos locos o laberintos de cuevas que describieron. La mayoría eran cuevas naturales. Algunas estaban sostenidas con algunas piezas de madera, tal vez del tamaño de una habitación de 10 por 24 pies, en el mayor de los casos. No eran muy grandes. Sé que hicieron un espectáculo de eso, y ¿cómo vamos a ser capaces de entrar en ellos? Nos preocupamos por eso también, porque vemos todos estos informes. Luego resulta que, cuando subes, en realidad sólo hay pequeños búnkeres y muchos almacenes de munición. 

- Jeff, Staff Sgt. ODA 572
El complejo fue retomado más tarde por los talibanes, y sirvió como una base importante para la insurgencia talibán. En 2017, Tora Bora fue atacada y capturada por el Estado Islámico de Irak y el Levante-Provincia de Jorasán (ISIL-K), aunque el Ejército Nacional Afgano no tardó en reconquistarla.